# Olympische Sommerspiele 2004/Teilnehmer (Ghana)
| Gelbes Symbol für Goldmedaillen mit stilisierten Olympischen Ringen | Graues Symbol für Silbermedaillen mit stilisierten Olympischen Ringen | Braundes Symbol für Bronzemedaillen mit stilisierten Olympischen Ringen |
| ------------------------------------------------------------------- | --------------------------------------------------------------------- | ----------------------------------------------------------------------- |
| —                                                                   | —                                                                     | —                                                                       |

Ghana nahm an den Olympischen Sommerspielen 2004 in der griechischen Hauptstadt Athen mit 30 Sportlern teil.
Seit 1952 war es die elfte Teilnahme eines ghanaischen Teams bei Olympischen Sommerspielen.

## Teilnehmer nach Sportarten

### Fußball
| Name                    | Disziplin | Ergebnis |
| ----------------------- | --------- | -------- |
| Mohammed Alhassan       | Team      | 1. Runde |
| Stephen Appiah          | Team      | 1. Runde |
| Yussif Chibsah          | Team      | 1. Runde |
| Daniel Coleman          | Team      | 1. Runde |
| Asamoah Gyan            | Team      | 1. Runde |
| Baffour Gyan            | Team      | 1. Runde |
| Nasir Lamine            | Team      | 1. Runde |
| John Mensah             | Team      | 1. Runde |
| Emmanuel Osei           | Team      | 1. Runde |
| George Owu              | Team      | 1. Runde |
| John Paintsil           | Team      | 1. Runde |
| Emmanuel Pappoe         | Team      | 1. Runde |
| Razak Pimpong           | Team      | 1. Runde |
| Kwadwo Poku             | Team      | 1. Runde |
| Charles Asampong Taylor | Team      | 1. Runde |
| William Kwabena Tiero   | Team      | 1. Runde |
| Patrick Villars         | Team      | 1. Runde |
| Abubakari Yahuza        | Team      | 1. Runde |

### Leichtathletik
| Name                | Disziplin               | Platz             |
| ------------------- | ----------------------- | ----------------- |
| Samuel Adade        | unbekannt               | unbekannt         |
| Vida Anim           | 100 Meter               | 2. Runde          |
| Tanko Braimah       | 4-mal-100-Meter-Staffel | 1. Runde          |
| Ignisious Gaisah    | Weitsprung              | Finale (6. Platz) |
| Leonard Myles-Mills | 100 Meter               | Halbfinale        |
| Leonard Myles-Mills | 4-mal-100-Meter-Staffel | 1. Runde          |
| Eric Nkansah        | 100 Meter               | 1. Runde          |
| Christian Nsiah     | 200 Meter               | 1. Runde          |
| Christian Nsiah     | 4-mal-100-Meter-Staffel | 1. Runde          |
| Andrew Owusu        | unbekannt               | unbekannt         |
| Mariama Salifu      | unbekannt               | unbekannt         |
| Akosua Serwaa       | 800 Meter               | 1. Runde          |
| Margaret Simpson    | Siebenkampf             | 9. Platz          |
| Aziz Zakari         | 100 Meter               | Finale (8. Platz) |
| Aziz Zakari         | 4-mal-100-Meter-Staffel | 1. Runde          |